# Campionato panellenico di pallacanestro 1961-1962
Il campionato panellenico 1961-1962 è stata la 22ª edizione del massimo campionato greco di pallacanestro maschile. La vittoria finale è stata ad appannaggio del Panathīnaïkos.

## Risultati

### Stagione regolare
|    | Squadra           | G | V | P | PF  | PS  | Pt. | Qualificazione |
| -- | ----------------- | - | - | - | --- | --- | --- | -------------- |
| 1. | Panathīnaïkos     | 6 | 4 | 2 | 396 | 364 | 14  | spareggi       |
| 2. | Tríton            | 6 | 4 | 2 | 374 | 346 | 14  | spareggi       |
| 3. | Īraklīs Salonicco | 6 | 4 | 2 | 400 | 386 | 14  | spareggi       |
| 4. | Anatolia College  | 6 | 4 | 2 | 396 | 386 | 14  | spareggi       |
| 5. | PAOK Salonicco    | 6 | 3 | 3 | 404 | 405 | 12  |                |
| 6. | Panellīnios       | 6 | 2 | 4 | 378 | 398 | 10  |                |
| 7. | Sporting Atene    | 6 | 0 | 6 | 378 | 441 | 6   |                |

### Spareggi
|    | Squadra           | G | V | P | PF  | PS  | Pt. |
| -- | ----------------- | - | - | - | --- | --- | --- |
| 1. | Panathīnaïkos     | 3 | 2 | 1 | 216 | 205 | 7   |
| 2. | Īraklīs Salonicco | 3 | 2 | 1 | 206 | 202 | 7   |
| 3. | Tríton            | 3 | 1 | 2 | 177 | 191 | 5   |
| 4. | Anatolia College  | 3 | 1 | 2 | 180 | 181 | 5   |

| Campionato panellenico 1961-1962 |
| -------------------------------- |
| Panathīnaïkos 7º titolo          |

## Formazione vincitrice
| N° | Naz.              | Ruolo | Sportivo                |  | Alt. |  |
| -- | ----------------- | ----- | ----------------------- |  | ---- |  |
|    | Grecia (bandiera) |       | Petros Panagiōtarakos   |  |      |  |
|    | Grecia (bandiera) |       | Giorgos Vassilakopoulos |  |      |  |
|    | Grecia (bandiera) |       | Panos Koukopoulos       |  |      |  |
|    | Grecia (bandiera) |       | Liamis                  |  |      |  |
|    | Grecia (bandiera) |       | Tavoularis              |  |      |  |
|    | Grecia (bandiera) |       | Katsikidis              |  |      |  |
|    | Grecia (bandiera) |       | Zanos                   |  |      |  |
|    | Grecia (bandiera) |       | Makridis                |  |      |  |
|    | Grecia (bandiera) |       | Antoniadis              |  |      |  |
|    | Grecia (bandiera) |       | Mandilaris              |  |      |  |
|    | Grecia (bandiera) |       | Panagiotidis            |  |      |  |
|    | Grecia (bandiera) |       | Papadimitriou           |  |      |  |
|    | Grecia (bandiera) | All.  | Kimonas Agathos         |  |      |  |